# Gaztelugatxe
Gaztelugatxe er en ø på Biscayabugtens kyst, der tilhører Bermeo Kommune, Baskerlandet (Spanien). Den er forbundet til fastlandet ved en menneskeskabte bro. Øverst på øen står en ermitage (kaldet Gazettugatxeko Doniene på baskisk, dedikeret til Johannes Døberen, der stammer fra det 10. århundrede, selvom undersøgelser viser, at den kan være fra det 9. århundrede. Med en anden lille naboø, Aketx, danner de en beskyttet biotop, der strækker sig fra byen Bakio til Cape Matxitxako ved Biscayabugten.
43°26′49″N 2°47′06″V / 43.447°N 2.785°V